# セストゥ
セストゥ（イタリア語: Sestu）は、イタリア共和国サルデーニャ自治州カリャリ県にある、人口約21,000人の基礎自治体（コムーネ）。

## 地理

### 位置・広がり

#### 隣接コムーネ
隣接するコムーネは以下の通り。括弧内のSUは南サルデーニャ県所属を示す。
- アッセーミニ
- カリャリ
- エルマス
- モンセッラート
- モナスティール (SU)
- サン・スペラーテ (SU)
- セラルジウス
- セルディアーナ (SU)
- セッティモ・サン・ピエトロ

## 行政

### 分離集落
セストゥには、以下の分離集落（フラツィオーネ）がある。
- Cortexandra, San Gemiliano, Moriscau, More Corraxe, Sa Cantonera, Magangiosa